# Пепіно
{{#ifeq:0|0|{{#if:|{{#if:Solanummuricatum|[[]}}|}}}}
Пепіно (Solanum muricatum) — вид пасльону родини пасльонові. Інші назви «динна груша», «солодкий огірок».

## Опис
Є багаторічною рослиною, напівдеревний кущ, що досягає заввишки до 1,5 метрів. Він дає дуже смачні й ароматні плоди. До клімату він не дуже вимогливий. Тому його часто вирощують в оранжереях, зимових садах і як кімнатну рослину. Квітки у пепіно дуже схожі на картопляні, а стебло і листя на кшталт перцевих.

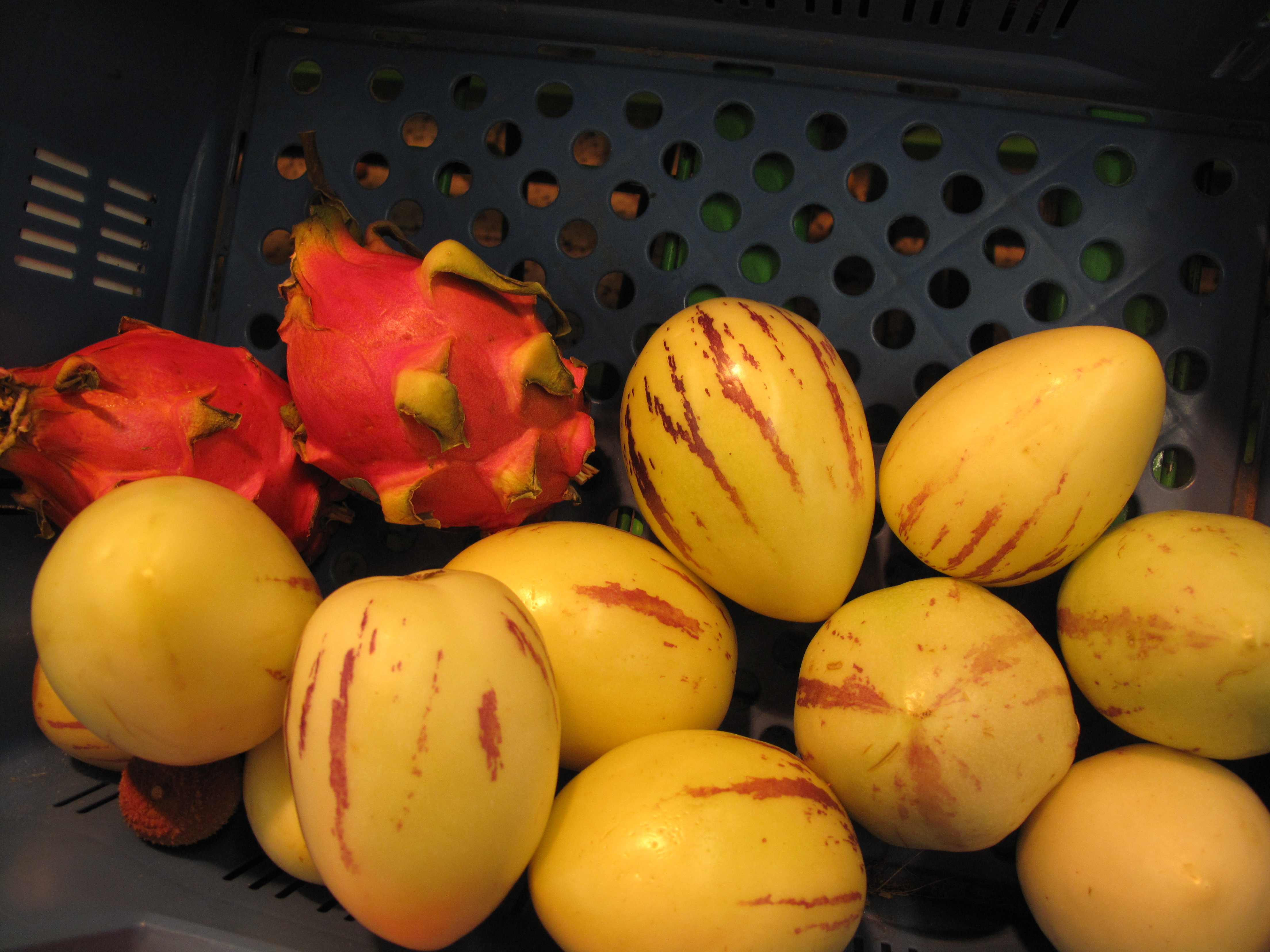
Плоди пепіно

За формою, розміром, кольором та іншими якостями плоди динної груші дуже різноманітні. Значна частина сортів дає плоди з екзотичної забарвленням — яскраво-жовті з пурпуровими зубчастими штрихами. М'якоть стиглих плодів зазвичай безбарвна або жовта. Вона дуже соковита, оскільки містить багато води (до 92 %), а на смак кисло-солодка. Кислинку смаку плодів надає аскорбінова кислота (вітамін С), якого в них у надлишку. Тому плоди пепіно є засобом від цинги, а також для профілактики грипу та інших вірусних інфекцій. Багато в них і каротину (провітаміну А), а також вітамінів В1, В2 і РР.
Харчова цінність пепіно (на 100 г): енергетична цінність — 80 ккал; білки — 0; жири — 0; вуглеводи — 20 г; вітамін С — 35 мг; вода — 92 г.

## Вирощування
Розмножується статевим шляхом (насінням) і вегетативним (живцями). Простішим способом розмноження пепіно є вкорінення живців. Вони дуже добре приживаються і починають плодоносити раніше тих рослин, які проросли з насіння. Доглядають так саме, як за баклажанами. Після зацвітання для поліпшення запилення рослину потрібно злегка струшувати.
При вирощування в кімнаті або оранжереї насіння пророщують на зволоженій паперовій серветці чи в мокрій тканині при температурі 26-28 °C, в темряві. Після того, як насіння проклюнуться, їх виносять на світло в тепле місце. Коли сім'ядолі проростків розкриються, сіянці пікірують.
Залежно від умов зростання рослини починають плодоносити в різний час. Коли плоди наберуть об'єм (стануть розміром близько з гусяче яйце) і їх колір стане кремовим або блідо-жовтим, їх можна знімати з куща. Перезрілий пепіно стає несмачним. У плодів дуже ніжна шкірка, тому зривати їх потрібно дуже акуратно і відразу загортати плоди в папір. Зрілі плоди добре зберігаються (до декількох місяців) при температурі 4-5 °C (в погребі чи холодильнику).
Урожайність пепіно сильно залежить від клімату. У тропіках на відкритому ґрунті одна рослина може дати до 80 плодів за сезон.

## Розповсюдження
Поширено у Південній Америці. В останні роки пепіно стали культивувати в промислових масштабах в Перу, Чилі, Нової Зеландії, Японії, США, в оранжереях — в Європі.

## Історія
Пепіно відомо населенню Перу з давніх часів, особливо широко застосовувалася в державі інків. Перша згадка про пепіно мало місце в книзі «Хроніка Перу» за авторства Педро С'єси де Леон, яка була видана в 1553 році. До Європи рослину привезено в 1785 році, У XIX ст. про нього стало відомо в Російській імперії, насамперед в оранжереях. В часи СРСР припинено вирощування.
На 2000 рік виведено 30 сортів пепіно.

## Застосування
Вирощується для отримання солодких їстівних плодів, які за кольором і запахом дуже сильно нагадують диню. Пепіно багатий різноманітними вітамінами і мінеральними елементами. Особливо багато в ньому провітаміну А (каротину) і вітамінів групи В. Вітаміну С в ньому в два рази більше, ніж у цитрусових.
М'якуш має антисептичні властивості й може бути використана в лікуванні захворювань верхніх дихальних шляхів і шкіри. У ньому багато пектину, який виводить з організму радіонукліди, солі важких металів і продукти метаболізму. Клітковина, яка міститься в пепіно, добре впливає на роботу шлунково-кишкового тракту, допомагаючи позбутися від запорів і нормалізуючи мікрофлору кишки.
Пепіно має найрізноманітніше кулінарне призначення. У Південній Америці та в Японії з нього роблять десерти, фруктові салати, компоти, безалкогольні напої. У Новій Зеландії з динної груші готують соуси, варять супи, подають як гарнір до м'ясних і рибних страв, а також до морепродуктів (креветок, мідій, омарам і восьминогам). Також пепіно можна консервувати, солити, заморожувати, сушити. Варення з нього виходить смачним.